# Northwest Snohomish
Northwest Snohomish és una concentració de població designada pel cens dels Estats Units a l'estat de Washington. Segons el cens del 2000 tenia 2.061 habitants.

## Demografia
Segons el cens del 2000, Northwest Snohomish tenia 2.061 habitants, 739 habitatges, i 575 famílies. La densitat de població era de 313,3 habitants per km².
Dels 739 habitatges en un 35,9% hi vivien nens de menys de 18 anys, en un 62,9% hi vivien parelles casades, en un 10,8% dones solteres, i en un 22,1% no eren unitats familiars. En el 16,8% dels habitatges hi vivien persones soles el 7,8% de les quals corresponia a persones de 65 anys o més que vivien soles. El nombre mitjà de persones vivint en cada habitatge era de 2,79 i el nombre mitjà de persones que vivien en cada família era de 3,13.
Per edats la població es repartia de la següent manera: un 27,6% tenia menys de 18 anys, un 7,2% entre 18 i 24, un 29% entre 25 i 44, un 25% de 45 a 60 i un 11,2% 65 anys o més.
L'edat mediana era de 38 anys. Per cada 100 dones de 18 o més anys hi havia 98 homes.
La renda mediana per habitatge era de 67.167 $ i la renda mediana per família de 70.250 $. Els homes tenien una renda mediana de 43.661 $ mentre que les dones 37.422 $. La renda per capita de la població era de 23.327 $. Aproximadament el 3,3% de les famílies i el 3,2% de la població estaven per davall del llindar de pobresa.

## Poblacions més properes
El següent diagrama mostra les poblacions més properes.